# Alexei Hajew
Alexei Hajew (übliche Transkription: Alexei Haieff, * 25. August 1914 in Blagoweschtschensk, Russisches Kaiserreich; † 1. März 1994) war ein US-amerikanischer Komponist russischer Herkunft.

## Leben
Hajew emigrierte 1931 in die USA, wo er an der Juilliard School of Music bei Rubin Goldmark und Frederick Jacobi studierte. Er vervollkommnete seine Ausbildung in Cambridge, Massachusetts, und in Fontainebleau bei Nadia Boulanger. Seit 1967 war er Composer-in-Residence an der University of Utah in Salt Lake City. 
Er komponierte ein Ballett, drei Sinfonien, ein Violin- und ein Klavierkonzert, kammermusikalische Werke und slawische liturgische Gesänge.
„Alexei Haieff, compositore“ ist auf dem Protestantischen Friedhof in Rom beerdigt.